# Aldo González
Aldo Luis González Barbery (ur. 5 września 1984) – boliwijski lekkoatleta specjalizujący się w pchnięciu kulą.
W 2013 roku w peruwiańskim Trujillo wynikiem 18,23 m zdobył złoty medal igrzysk boliwaryjskich. Rok później w chilijskim Santiago wynikiem 18,15 m zdobył brązowy medal igrzysk Ameryki Południowej. W swojej karierze czterokrotnie awansował do finału mistrzostw Ameryki Południowej.
González Barbery zwyciężał w mistrzostwach Boliwii seniorów nieprzerwanie od 2000 roku, zdobywając tytuł mistrza kraju co najmniej dziesięciokrotnie. Uzyskiwał rekordy kraju w wielu kategoriach wiekowych, jest także rekordzistą kraju seniorów (19,11 m, wynik uzyskany 11 czerwca 2016 roku w Cochabamba podczas mistrzostw Boliwii).
W 2015 roku, ze względu na problemy finansowe wynikające z braku odpowiedniego wsparcia (w tym czasie z funduszów państwowych otrzymywał 100 dolarów amerykańskich miesięcznie), otworzył własną działalność gospodarczą i zaczął sprzedawać hamburgery, by uzyskać środki na utrzymanie – rozważał wówczas zakończenie kariery sportowej, jednak ostatecznie zdecydował się nadal startować w zawodach.